# Matlock (Iowa)
Pour les articles homonymes, voir Matlock.
Matlock est une ville du comté de Sioux, en Iowa, aux États-Unis. Elle est incorporée le 5 juillet 1897.

## Source de la traduction
- (en) Cet article est partiellement ou en totalité issu de l’article de Wikipédia en anglais intitulé « Matlock, Iowa » (voir la liste des auteurs).